# Oberösterreichische Volkskulturpreise
Die Oberösterreichischen Volkskulturpreise sind die seit 1994 zweijährlich verliehenen Volksbildungspreise des Landes Oberösterreich.
Im Jahr 2010 werden ein mit 7.400 Euro dotierter Landespreis sowie vier mit je 3.700 Euro dotierte Förderpreise ausgeschrieben.

## Preisträger
2012
- Landespreis: Färbermuseum Gutau für dessen Arbeit unter dem Motto „Der Blaudruck – Ein Stück Volkskultur“
- Förderpreise
  - Verein Kulturzeit Kopfing im Innkreis für das von ihm betreute Projekt „Kulturhaus und Park für Kunst und Kultur“ in der Innviertler Gemeinde
  - Marktmusikkapelle Taiskirchen im Innkreis für das Projekt „Voixtanzn tat i gern...“
  - Österreichisch-kroatische Gesellschaft Oberösterreich für das Projekt „Goldhauben – Zlatare“
  - Volksschule St. Agatha  für das Projekt „Ein Schulgarten voller Pflanzen und Tiere“

2010
- Landespreis: Arbeitskreis für Klein- und Flurdenkmalforschung für das Projekt „Beständige Zeugen der Volkskultur“
- Förderpreise
  - Heimatbund Mondsee für das Freilichtmuseum „Mondseer Rauchhaus“
  - OÖ. Goldhauben-, Kopftuch- und Hutgruppen für die Trachtenerneuerung in Oberösterreich
  - Mag. Klaus Huber für das Projekt „Mundart in der Schule“
  - Musikkapelle Aistersheim für die Veranstaltungsreihe „Gang nach Bethlehem“
- Sonderpreis: Mauthausen Komitee Steyr für seine Gedenkstättenarbeit

2008

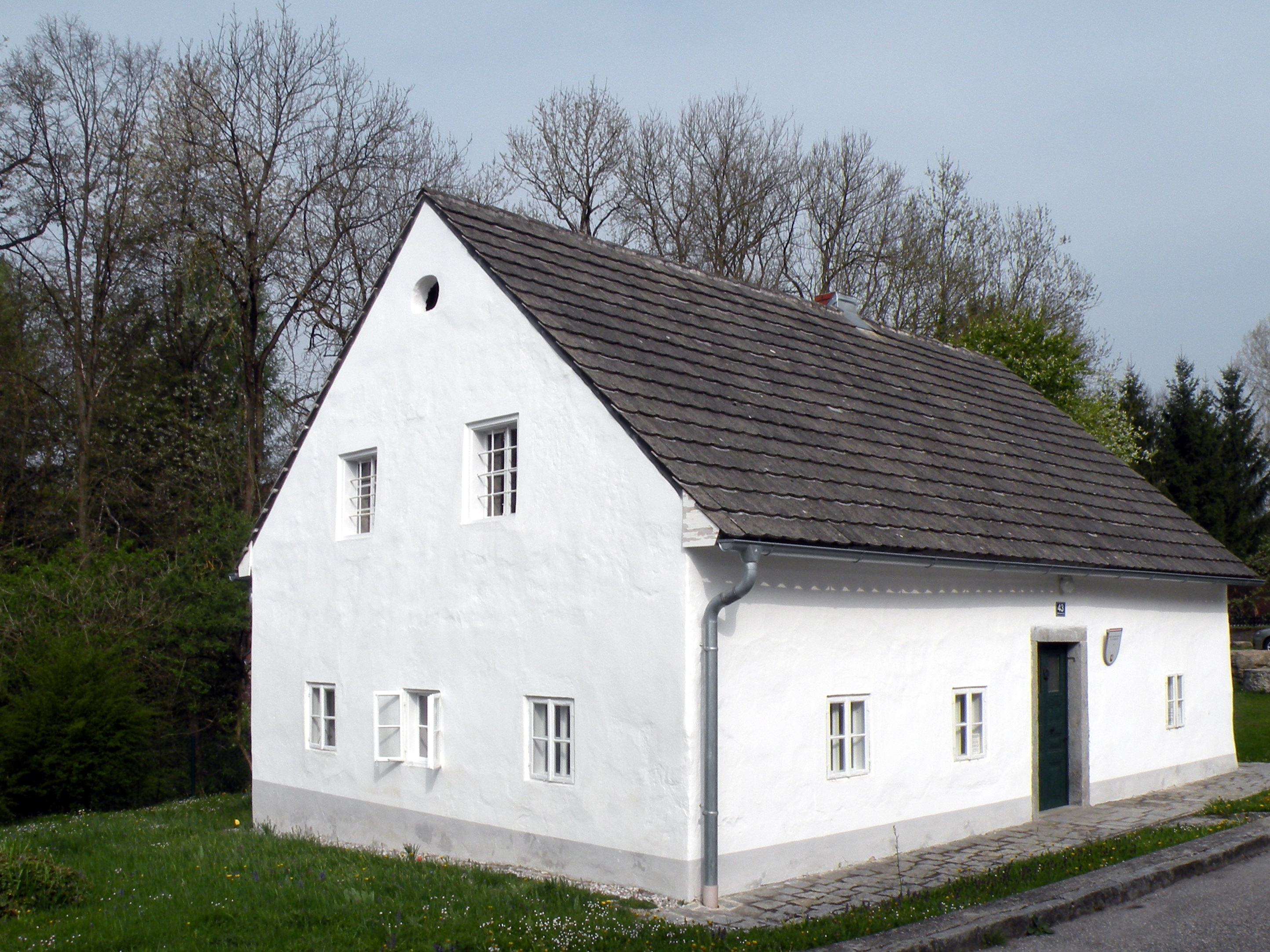
Das Perger Steinbrecherhaus

- Landespreis: Verein Steinbrecherhaus Perg – „Das Perger Steinbrecherhaus“
- Förderpreise
  - ARGE für Dorfkultur St. Marienkirchen am Hausruck – „Dorfpassion“
  - Grenzlandbühne Leopoldschlag – Sommertheatertage 2008 – Festival „Aus Fremden werden Freunde“
  - Verein „d’Hammerschmied“ (Grünburg) – Projekt in und um das Sensenschmiedeensemble Schmiedleithen in Leonstein
  - Volksspielgruppe Bad Ischl: „Ischler Krippenspiel“
- Sonderpreis: Wolfgang Stöckl – Wörterbuch „Die Mundart zwischen Hausruck und Mondsee“

2006
- Landespreis: Volkstanzgruppe Pram für das Projekt „Das andere Fest“ im Museum Furthmühle Pram
- Förderpreise
  - Oö. Landesverband der Heimat- und Trachtenvereinigungen für das Projekt „Oberösterreich tanzt“
  - Kulturausschuss der Gemeinde Rechberg für seine Aktivitäten im Freilichtmuseum Großdöllnerhof
  - Theater Kirchdorf für seine engagierte Theaterarbeit im Amateur- und Figurentheaterbereich
  - Arbeitsgemeinschaft für Kultur und Heimatpflege „Rund ums Ibmer Moor“ für ihr Engagement im Kultur- und Naturbereich
- Sonderpreis: Oö. Landjugend für das Projekt „Volksliedkaraoke“

1999
- Maria Walcher[7]

1996
- Anerkennungspreis: Heimat- und Trachtenverein Kleinreifling[1]

1994
- Verein Siebenbürger Jugend Traun[1]